# Epalpus nattereri
Epalpus nattereri là một loài ruồi trong họ Tachinidae.